# Wolfgang Behrendt (Nachrichtensprecher)
Wolfgang Behrendt (* 18. Mai 1919; † 29. Mai 2001) war ein deutscher Fernsehmoderator und Chefsprecher der heute-Nachrichten im ZDF.

## Leben
Wolfgang Behrendt war gelernter Textilkaufmann. Durch Vermittlung eines Freundes kam er zum Radio und arbeitete bis Ende der 1940er Jahre beim Berliner Rundfunk. Anschließend wechselte er für zehn Jahre zum RIAS, wo er u. a. die Schlager der Woche präsentierte. Danach war er beim WDR beschäftigt, bis er im April 1963 zum ZDF ging, wo er bis zum Eintritt in den Ruhestand 1982 blieb.
Es gibt eine Schallplatte vom Tonträgerhersteller Marcato (Nr. 64 111), Das Wunder Stereo – Eine Einführung in die Stereophonie, auf der Musik- und Klangbeispiele zum Thema Stereophonie enthalten sind, die von Wolfgang Behrendt erläutert werden.